# Starchaser - La leggenda di Orin
Starchaser - La leggenda di Orin (Starchaser: The Legend of Orin) è un film animato di fantascienza del 1985 per la regia di Steven Hahn.
Uscito inizialmente in 3D e distribuito da Clubhouse Pictures, è stato il primo film in 3D a mescolare animazione tradizionale e computer grafica.
Il film, soprattutto in America, è diventato un piccolo cult movie, ma è stato criticato per le varie similitudini con Guerre stellari.
Rilean Picture ne ha acquistato i diritti per realizzarne un film live action.

## Trama
Nel pianeta di Trinia gli umani sono tenuti in schiavitù di una razza aliena e costretti a scavare verso il basso, illusi che lì vi sia la salvezza. Solo Orin si ribellerà a loro e inizierà un lungo viaggio contro il tiranno Zygon.

## Distribuzione

### Home video
In Italia il film è uscito direttamente per la tv nel 1987, e subito dopo distribuito da Roxy Video in VHS. Il DVD invece è uscito solamente nel 2009, distribuito da Cine Storm Entertainment.